# شركة بارتنر للاتصالات
شركة بارتنر للاتصالات (بالعبرية: חברת פרטנר תקשורת בע"מ‏) وتمارس أنشطتها التجارية تحت اسم بارتنر (بالعبرية: פרטנר‏)، كانت تُعرف سابقاً باسم أورنج إسرائيل (بالعبرية: אורנג' ישראל‏)، وهو مشغل شبكة الهاتف المحمول، ومزود خدمة الإنترنت واي فاي ومقدم خدمة الهاتف الثابت في إسرائيل، كانت الشركة في وقت سابق تعمل تحت اسم العلامة التجارية أورنج حتى 16 فبراير 2016.
يتم تداول أسهم الشركة في بورصة ناسداك وبورصة تل أبيب، حيث تُعتبر أحد مكونات مؤشر تي إيه-25. منذ أغسطس 2009، أصبحت شركة Scailex Corporation (التي يملكها رجل الأعمال إيلان بن دوف) تسيطر على 51 ٪ من أسهمها، وفي 2013 قام رجل الأعمال الإسرائيلي-الأمريكي، حاييم صبان بشراء غالبية أسهم الشركة بعد أزمة مالية مرّت عليها في أعقاب دخول شركات اتصالات إسرائيلية جديدة.

## وصلات خارجية
- الموقع الرسمي